# Stigmaphyllon diversifolium
Stigmaphyllon diversifolium là một loài thực vật có hoa trong họ Malpighiaceae. Loài này được (Kunth) A. Juss. miêu tả khoa học đầu tiên năm 1840.